# Ochrotrichia alexanderi
Ochrotrichia alexanderi is een schietmot uit de familie Hydroptilidae. De soort komt voor in het Nearctisch gebied.